# ギブソン砂漠

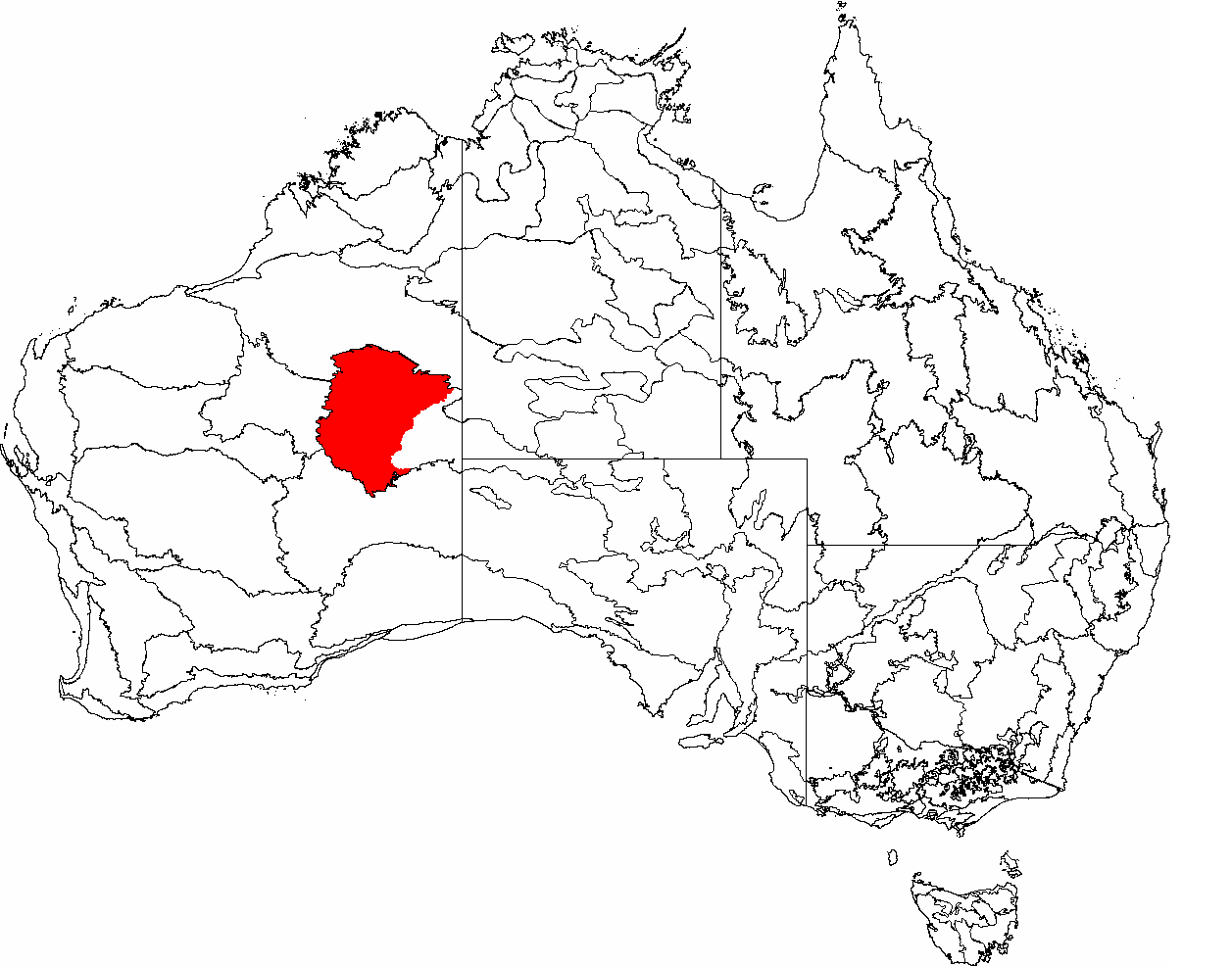

ギブソン砂漠 (英: Gibson Desert) とは、オーストラリア西オーストラリア州にある砂漠である。

## 概要
グレートサンディ砂漠とグレートビクトリア砂漠との間にある。面積は約155,000平方キロメートル。ディサポイントメント湖などの塩湖がある。
名前は、1874年に探検中、この砂漠の横断を試みていた際に死亡したアルフレッド・ギブソンにちなみ、同じ探検隊で生き残ったアーネスト・ジャイルズによりつけられた。